# Djurdjura
Pour les articles homonymes, voir Djurdjura (homonymie).
Le Djurdjura (en kabyle : Ǧeṛǧeṛ, ⴵⵕⴵⵕ) est un massif montagneux de Kabylie (Algérie) appartenant à la chaîne de l'Atlas tellien.
De forme lenticulaire, il s'étend sur une longueur de près de 110 km. Il culmine à 2 308 m au sommet de Lalla Khedidja et les cols qui le franchissent dépassent souvent les 1 000 m d'altitude. Sa ligne de crête, orientée est-ouest, se trouve à une soixantaine de kilomètres de la mer Méditerranée, dont il est séparé par la vallée du fleuve Sebaou, puis par les hauteurs de la région de Timizart et de Boudjima.
Ce massif est une réserve de biosphère reconnue par l'UNESCO depuis 1997, incluant le parc national du Djurdjura.

## Toponymie

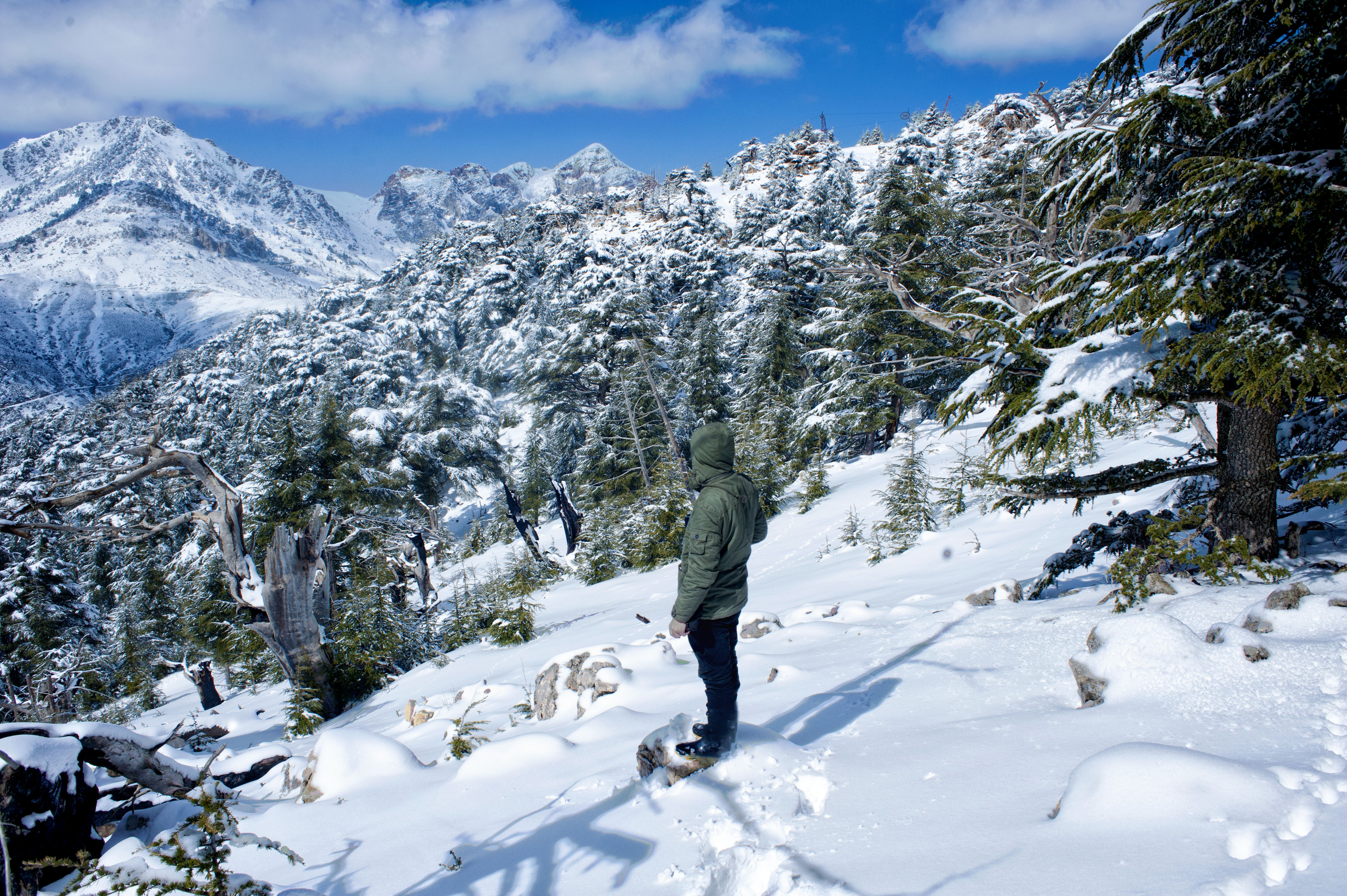
Paysage du Djurdjura en hiver.

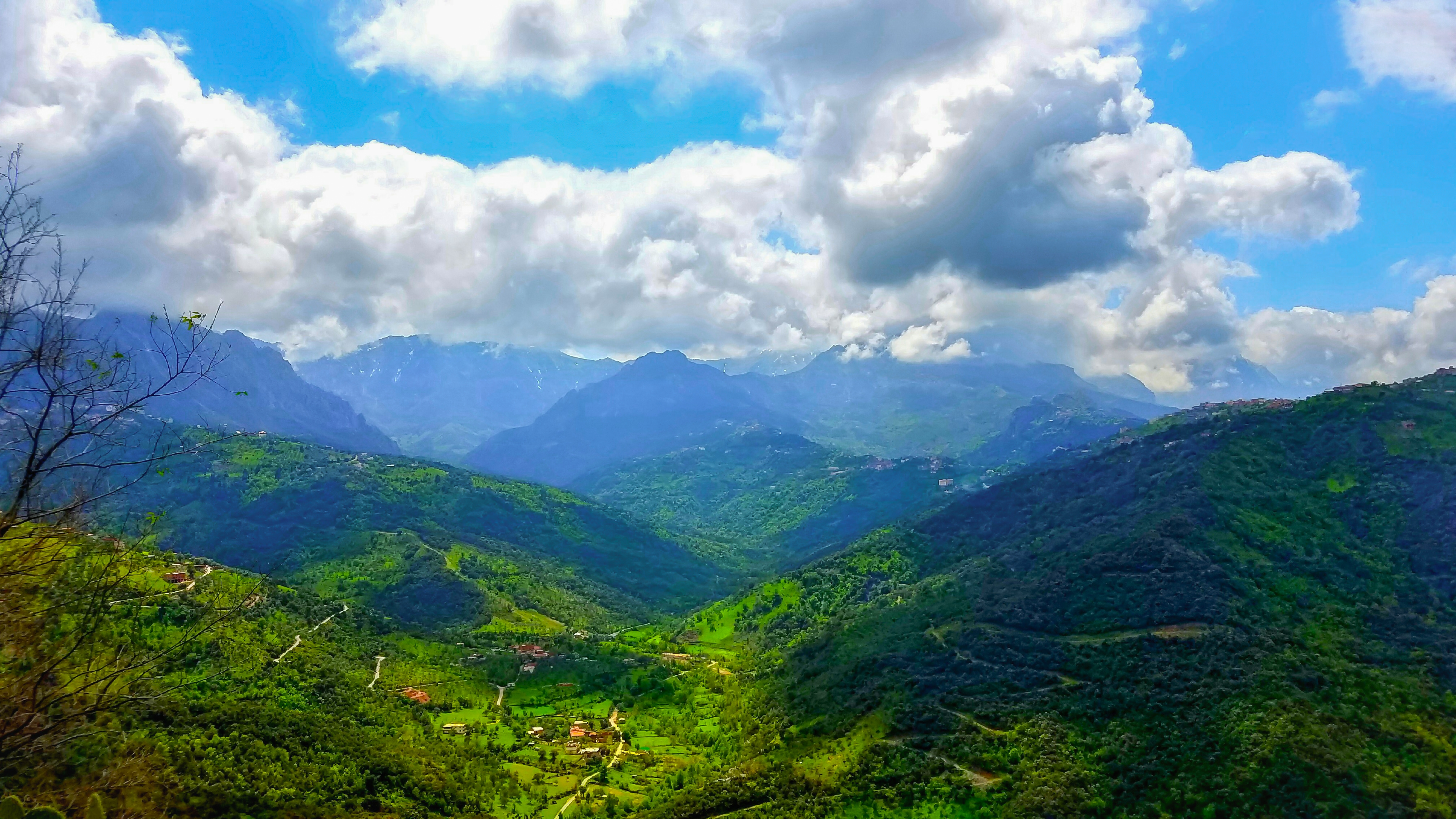
Le Djurdjura durant le printemps.

Le mot Djurdjura vient du berbère ; il est prononcé Ǧerǧer (Djerdjer). Ce terme est issu du mot ǧer (transformé en ger en kabyle actuel) qui veut dire « insérer au milieu », ainsi le terme Ǧerǧer, encore en usage chez les Touaregs, a pour sens « le central » ou « le milieu ». Les toponymes, en général, subissent moins les transformations de la langue à travers le temps et malgré l'évolution du phonème Ǧ vers G, le terme Ǧerǧer a gardé sa prononciation initiale. Ainsi, Ǧerǧer pourrait être nommé par ces habitants en lien avec l'élément central qui les unit. 
Une autre explication suggère que Jrjr signifie « tas de pierre » [réf. souhaitée]. Terme retrouvé également sous la forme grgr (prononcé avec le g de « garçon »). 
Youcef Allioui donne une tout autre origine au mot Djurdjura. Jrjr serait la « hauteur », d'un mot composé ancien Jer n Jer ou Ğer n Ğer, « la montagne des montagnes ». On ne retrouve aucune trace de cette racine dans aucun dialecte amazigh, ce qui rend cette explication peu probable.
Les Romains l'appelaient « la montagne de fer » (Mons Ferratus) pour la nature de son sol.
Durant la période coloniale, le Djurdjura était le nom d’une commune mixte (commune mixte du Djurdjura) dont le chef-lieu se trouvait à Aïn El Hammam (anciennement Michelet). Cette commune regroupait les populations des Aït Yahia, Aït Yttouragh, Aït Bouyoucef, Aït Menguellat, Aït Attaf (Iattafen), Aït Ouacif, Aït Ouadrar (Iboudraren).
Mmis n’Djerdjer signifiant « fils du Djurdjura » s'est par la suite étendu pour désigner un montagnard. Un groupe de chanteuses kabyles a pris le nom DjurDjura en référence à la chaîne montagneuse.

## Géographie

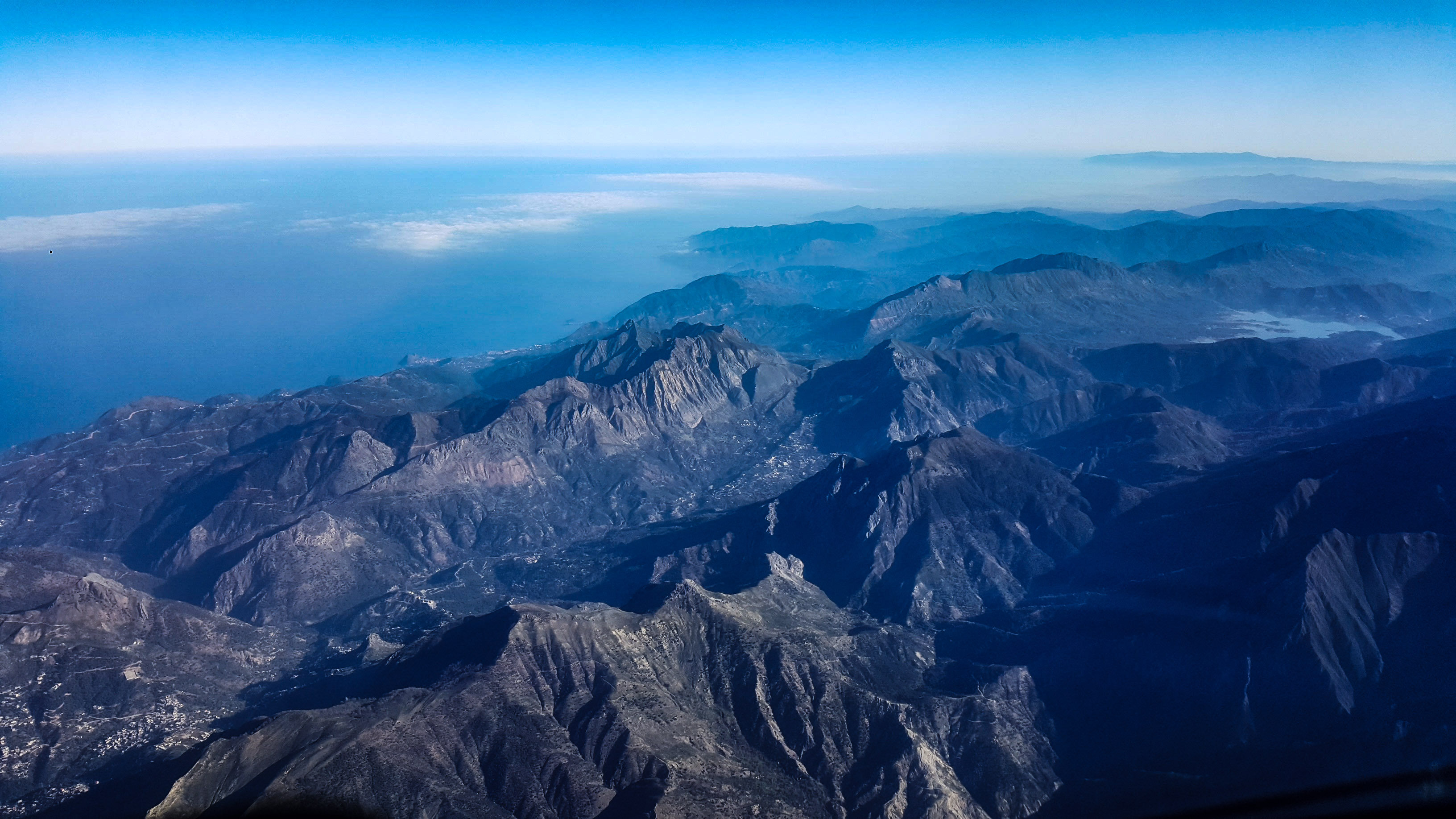
Vue aérienne du massif.

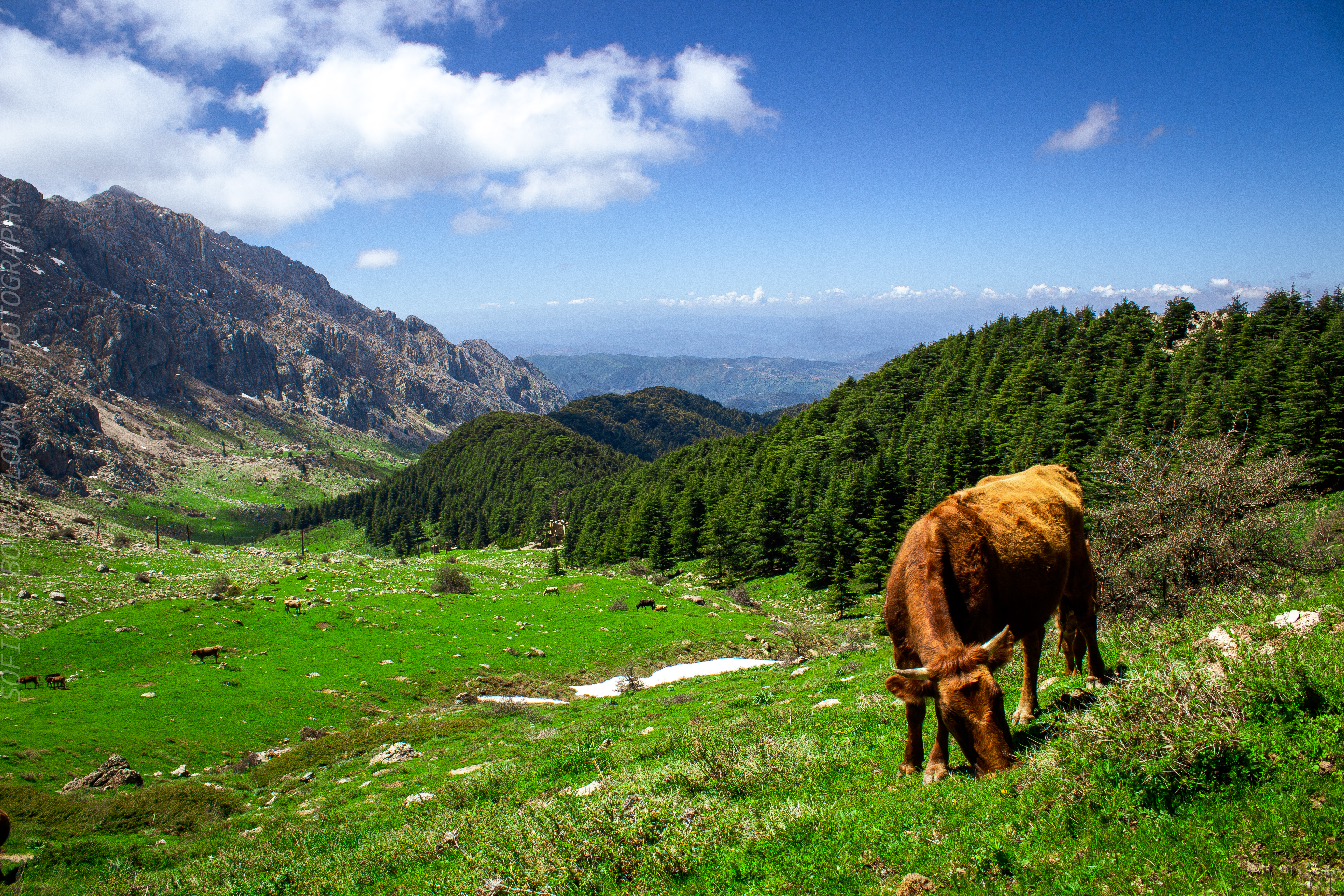
Vue du site de Tala Guilef à Boghni.

### Situation
Le Djurdjura est situé à une centaine de kilomètres au sud-est d'Alger. 
On distingue deux parties : 
- le versant nord, qui englobe une partie de la wilaya de Tizi Ouzou (Draâ El-Mizan, Boghni, Ouadhias, Ouacifs, Ath Yenni, Ain El Hammam, Iferhounène) ;
- le versant sud, comprenant :
  - les communes du nord de la wilaya de Bouira : El Asnam, Bechloul, M'chedallah, Haizer, Ath Laziz, Chorfa,
  - quelques communes de la wilaya de Béjaïa : Tazmalt, Boudjellil et Beni Mellikeche.

C'est sur ce versant sud que l'on trouve la plaine ou vallée du Djurdjura proprement dite[pas clair], appelée notamment vallée du « Sahel-Djurdjura », s'étendant de la commune de Tazmalt jusqu'à Lakhdaria (anciennement Palestro).

### Topographie

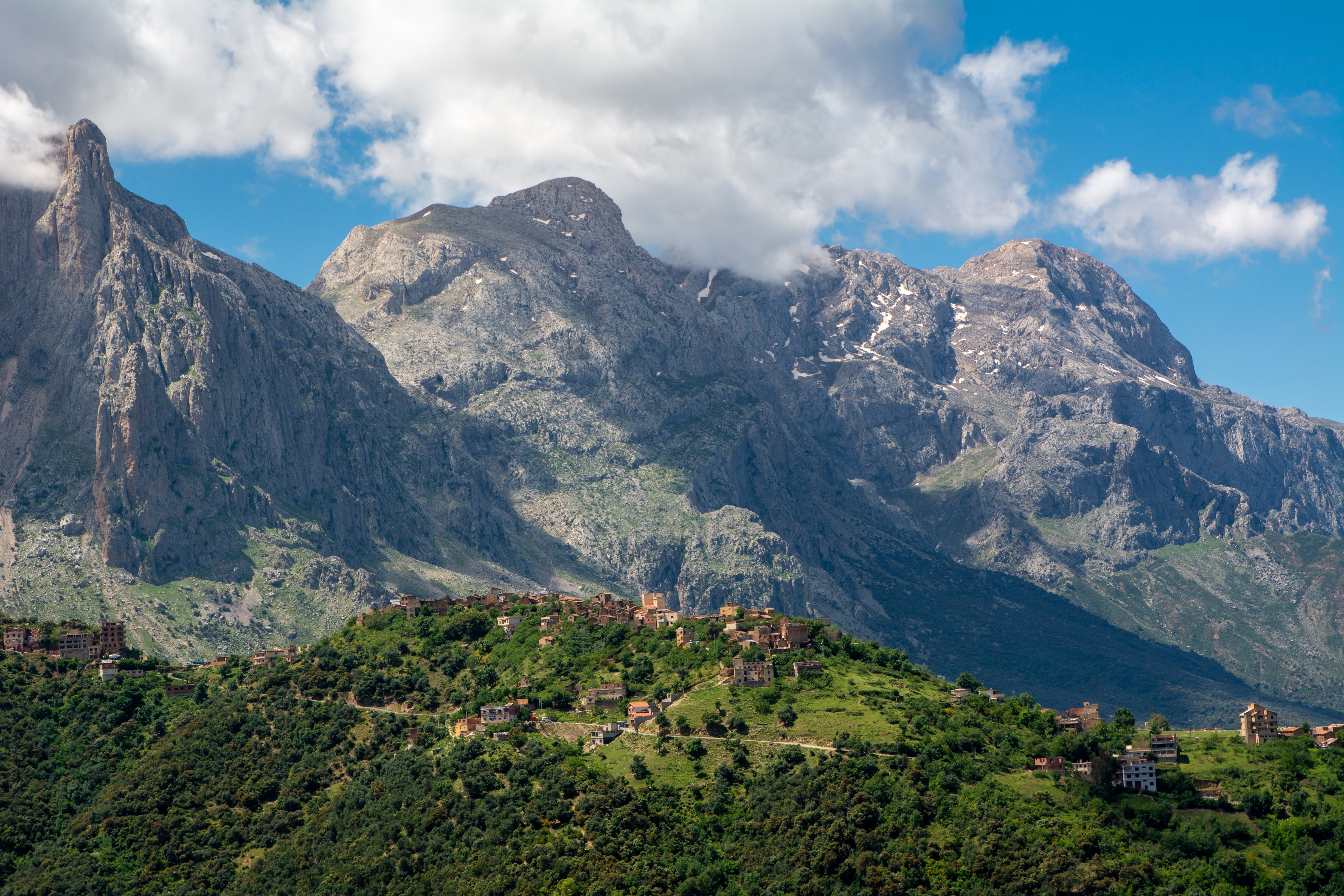
Vue de l'Akouker depuis le nord, derrière des villages kabyles.

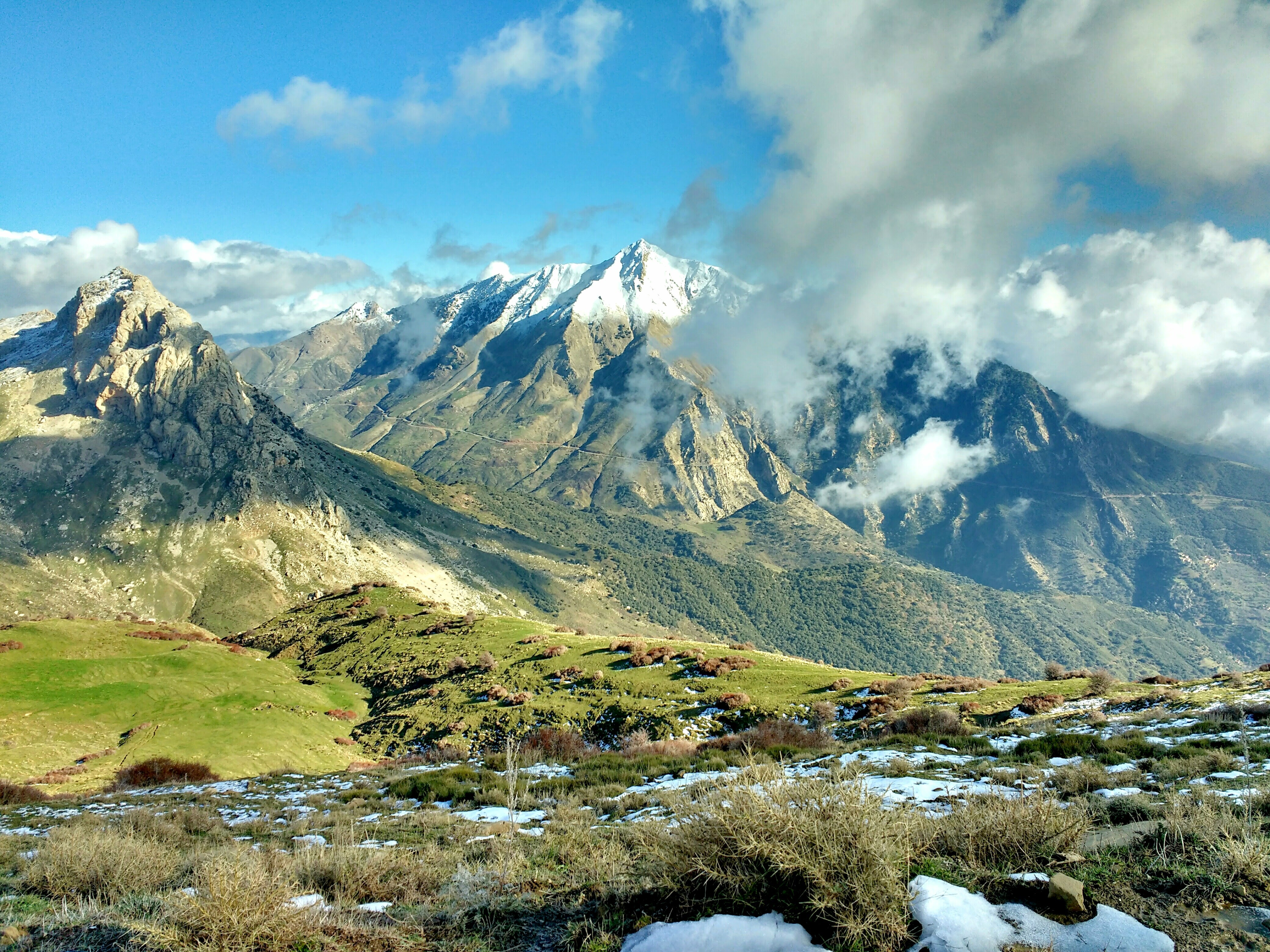
Vue du sommet Lalla Khedidja, culminant à 2308 m.

Le Djurdjura se compose de deux chaînes distinctes : 
- une au nord qui comprend l'Haïzer et l'Akouker et se prolonge vers l'est par l'Azerou Tidjer ;
- une au sud où se dresse le cône du Lalla Khedidja (2 308 mètres), qui se prolonge par une crête se rattachant au Takerrat et l'Azerou Medene.

Les principaux sommets sont :
- Lalla Khedidja (2 308 m) à l'est du massif, sur la crête méridionale ; son nom en kabyle est Azeru amghur ou Tamgudt n'Lalla Xdija. (tamgudt/pluriel timgad, signifiant le plus haut sommet d'une montagne) ;
- le pic Timedouine (2 305 m) au centre, plus haut sommet de l'Akouker ;
- le massif d'Haïzer (2 164 m) dominant Bouira et toute la haute vallée d'Oued Dhous, sommet du Haïzer ;
- Kweryet (1 500 m) situé au nord du massif.

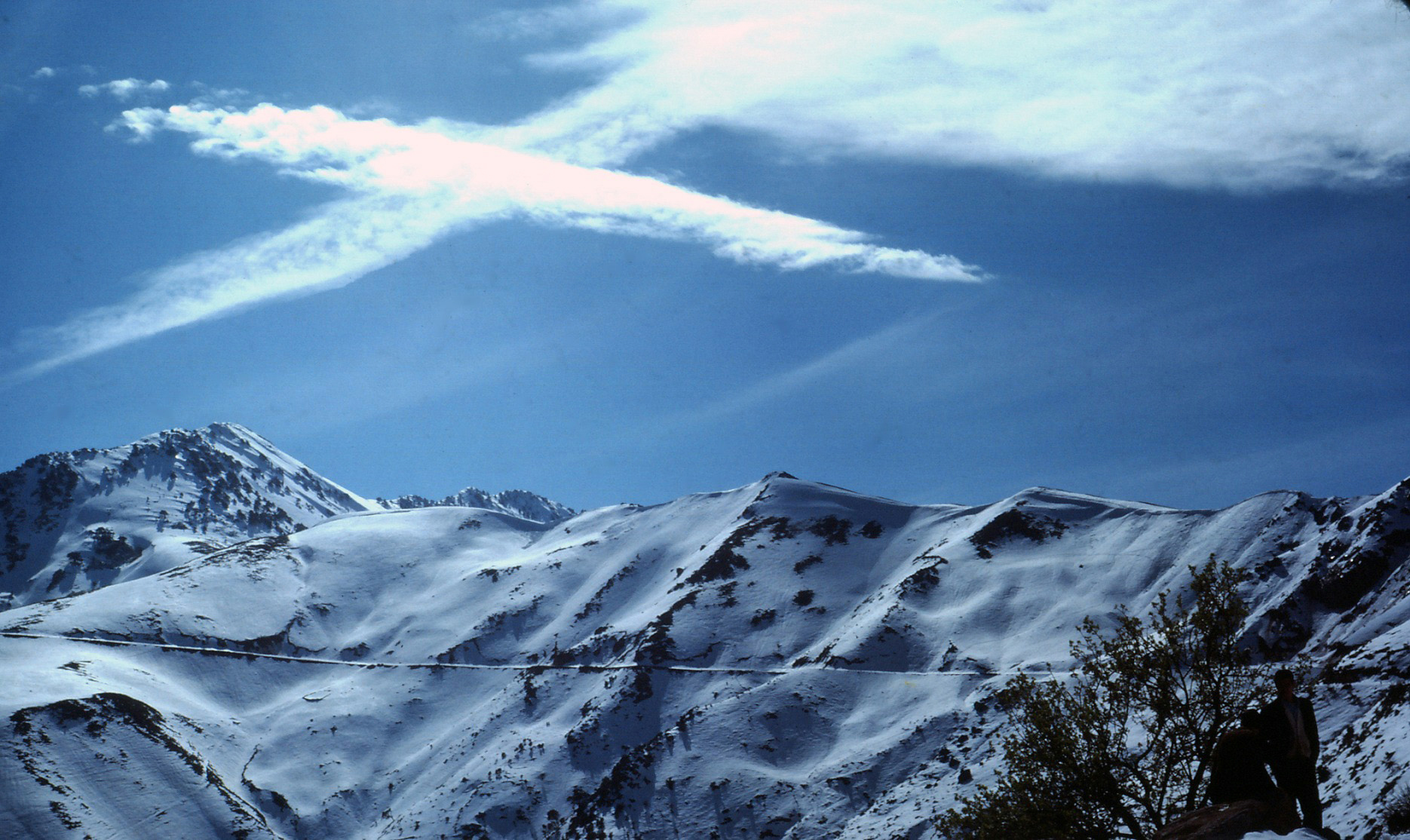
Vue de la route des cimes enneigées au printemps.

Le col de Kouilal est franchi par la N30 (Tizi Ouzou-M'chedallah) et atteint par la N33 qui vient de Bouira à 46 km à l'ouest.

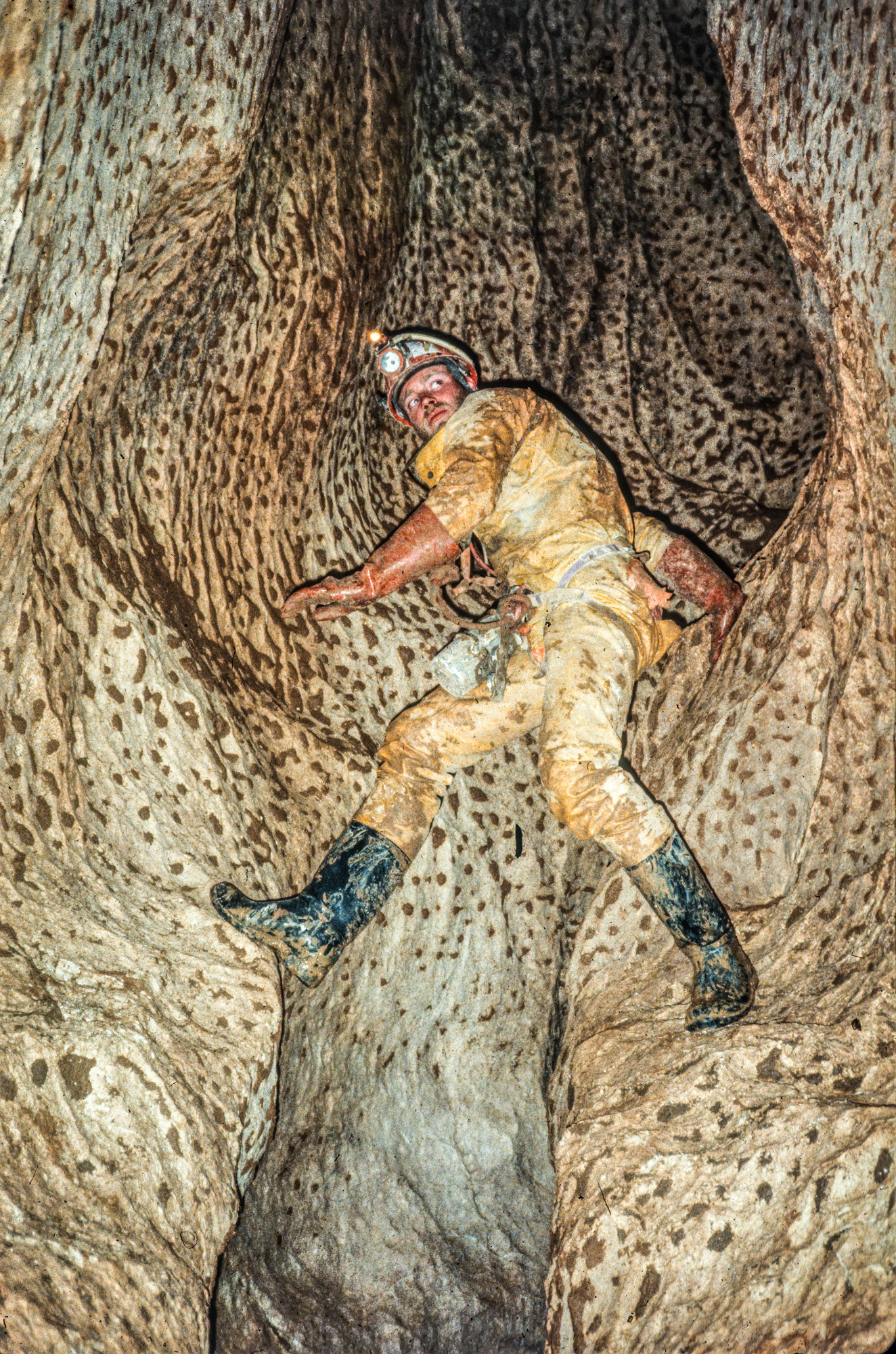
Le gouffre du Léopard, ou Anou Ifflis, doit son nom à ces taches d'argile qui se développent sur ses parois de la cote -200 jusqu'à -500 m environ.

Le gouffre d'Anou Ifflis, découvert en 1980, est le plus profond d’Afrique (1 159 mètres) avec −975 m. En 1986, il est le premier et le seul gouffre d'Afrique à dépasser les 1 000 m de profondeur. Ce gouffre aussi appelé « gouffre du léopard » est bien connu des spéléologues. Des expéditions franco-algériennes, puis espagnoles et belges, ont permis de l'explorer au début des années 1980. 
La grotte du Macchabée présente un attrait touristique indéniable. D’accès difficile, elle se trouve près de Aïn El Hammam (anciennement Michelet), à Azeru n Tijjr. Elle tire son nom de la découverte d'un cadavre humain « momifié » par des spéléologues lors de la première exploration à la fin du XIXe siècle.

### Hydrographie
Les hydrologues qualifient le Djurdjura de « château d’eau percé »[réf. à confirmer] : la Kabylie étant parsemée de sources d’eau potable minérale et thermo-minérale.

### Géologie
La chaîne du Djurdjura offre toutes les caractéristiques de la haute montagne bien que son altitude ne soit pas très élevée (2 000 mètres en moyenne). Elle les doit à la nature de ses roches en calcaires liasiques escarpées en crêtes dentelées, pitons aigus et murailles gigantesques aux flancs abrupts. 
Le versant nord qui plonge d'un seul tenant dans la vallée kabyle[pas clair] a une allure alpestre.

### Climat

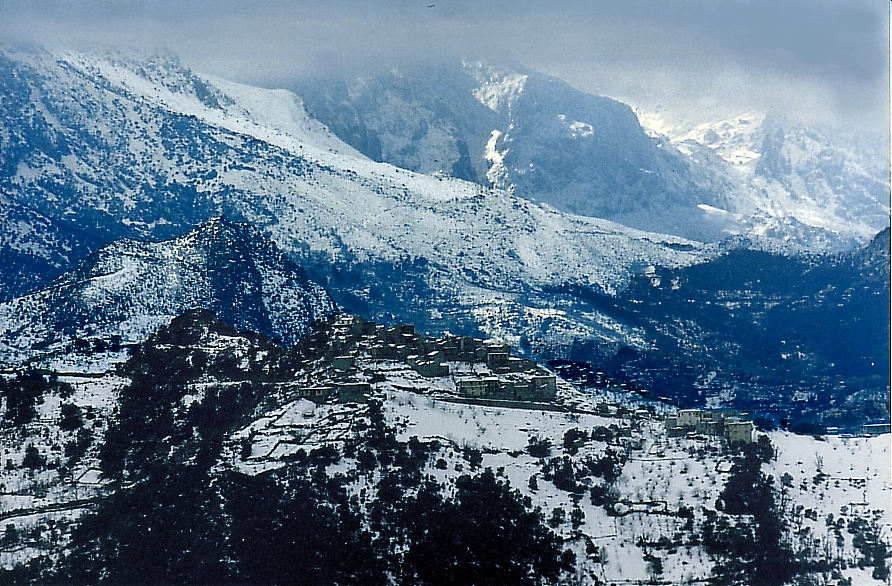
Versant nord du Djurdjura et Kabylie sous la neige.

Le Djurdjura est exposé dans son ensemble à un climat méditerranéen, les hivers sont froids et neigeux, et les étés secs et chauds. Le froid et les précipitations augmentent avec l'altitude.
Le Djurdjura subit donc de nombreuses précipitations, l'hiver elles sont majoritairement sous forme de neige au-dessus de 800 mètres d'altitude. Cependant, lors des hivers les plus doux, la neige peut se trouver vers 1 200 ou 1 400 mètres en moyenne.

## Parc national du Djurdjura

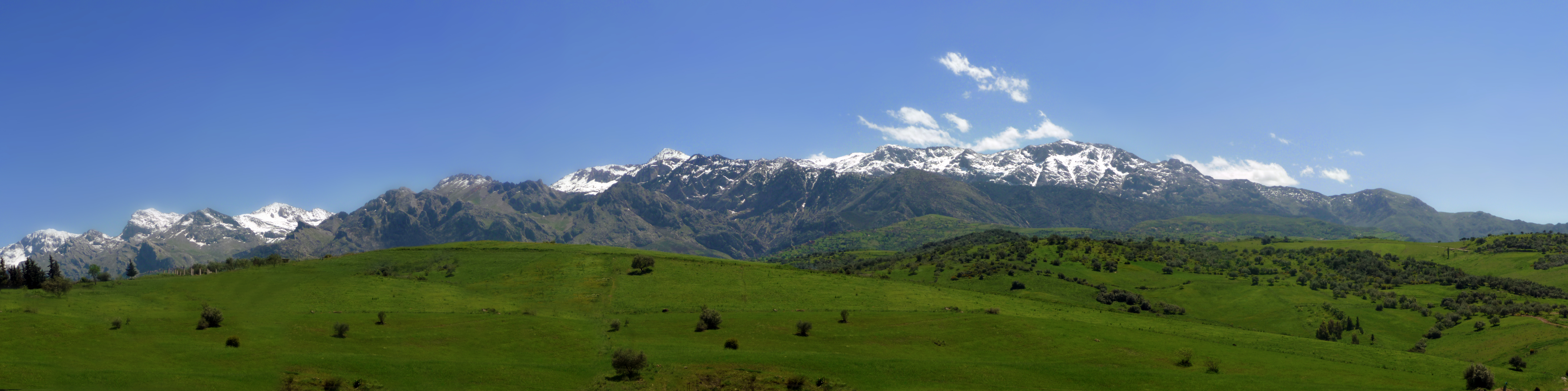
Vue panoramique du Djurdjura depuis Mechtras au printemps.

Le parc national du Djurdjura (superficie : 18 500 ha) a été créé en 1983 pour protéger le massif qui, de sommets enneigés en forêts épaisses, de gorges en vallons, du lac aux hauts plateaux, abrite une belle quantité d'espèces animales dont le singe magot, l'aigle botté, le sanglier, la hyène rayée, le faucon crécerellette (Falco naumanni) ou le héron cendré.
Dans leur Dictionnaire de la montagne, Sylvain Jouty et Hubert Odier avancent en 2009 que la Sittelle kabyle (Sitta ledanti), espèce rare et menacée découverte en 1975, est présente dans le Djurdjura, mais cet oiseau est endémique du Djebel Babor où il n'est connu que de quelques sites.
Le parc a été le théâtre de plusieurs incendies, notamment criminels, qui ont ravagé la forêt de cèdres, certains étant millénaires.